# Verkehrsgesellschaft Bad Kreuznach

Historisches Logo Stadtbus Bad Kreuznach

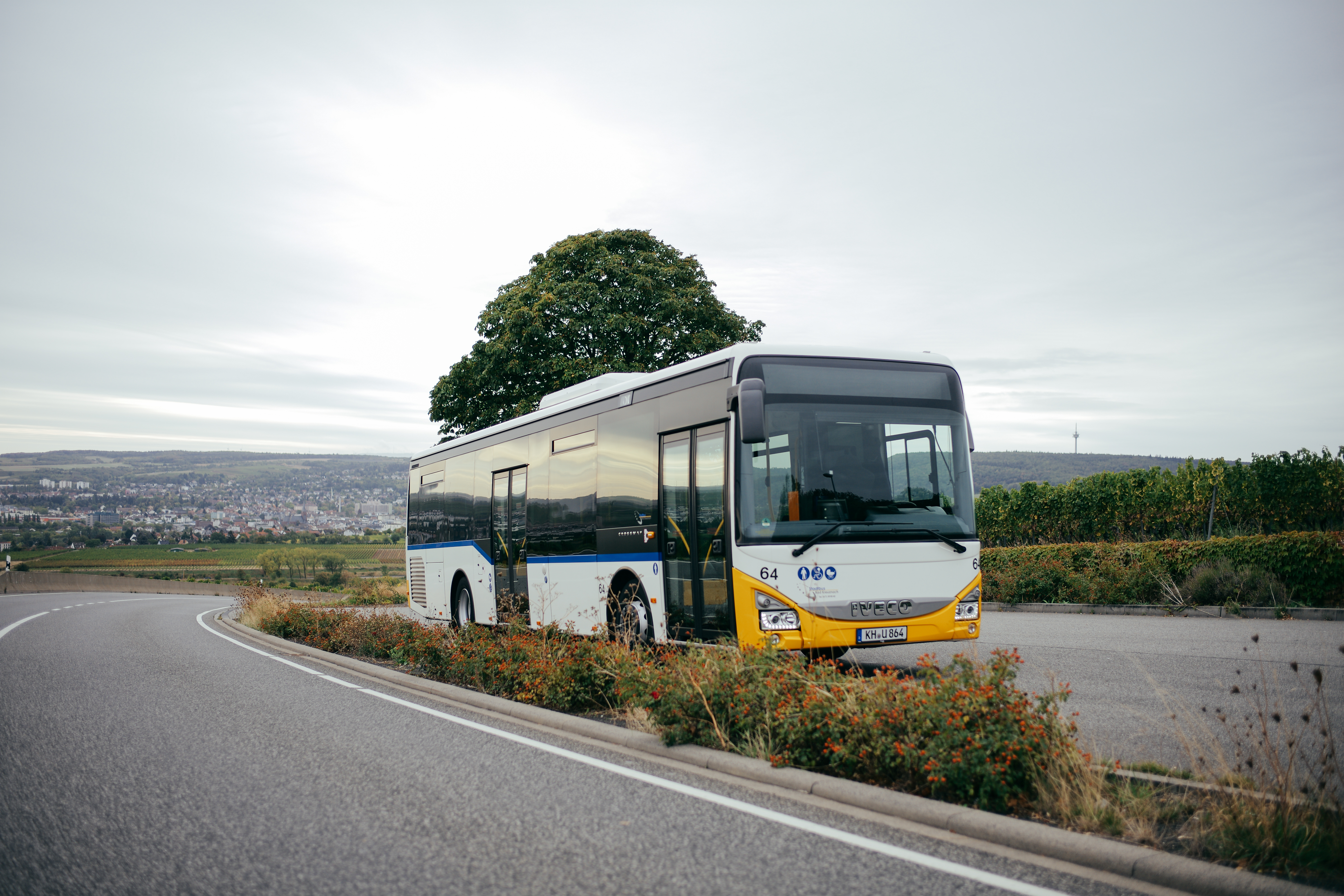
Wagen 64 (IVECO Crossway LE) der Stadtbus Bad Kreuznach GmbH

Die Stadtbus Bad Kreuznach GmbH (SBK) betrieb den Stadtverkehr in der Kreisstadt Bad Kreuznach bis 2022. Hervorgegangen war die SBK aus der 1926 gegründeten Städtischen Betriebs- und Verkehrsgesellschaft (StBVG). Diese wurde 1994 infolge von Umstrukturierungen der städtischen Gesellschaften zur Verkehrsgesellschaft mbH Bad Kreuznach (VGK). Die VGK wurde am 1. Januar 2000 von der Stadt Bad Kreuznach an das französische Staatsunternehmen Cariane und die Firma Martin Becker aus Altenkirchen verkauft. Der symbolische Verkaufspreis betrug eine Deutsche Mark. Im Jahr 2002 übernahm Rhenus Keolis sämtliche Unternehmensanteile. Infolge der Aufspaltung von Rhenus Keolis wurde zum 1. Dezember 2007 Rhenus Veniro, das inzwischen als Transdev Verkehr GmbH firmierte, der alleinige Gesellschafter. Im Jahr 2014 wurde die Stadtbus Bad Kreuznach GmbH gegründet, die seit dem 1. Januar 2016 bis Ende 2022 die Transportleistungen der VGK im ÖPNV in Stadt und Umland von Bad Kreuznach erbrachte und seitdem nach außen in Erscheinung trat.

## Geschichte
Zwischen 1906 und 1953 verkehrten in Bad Kreuznach Straßenbahnen der Kreuznacher Straßen- und Vorortbahnen. Diese gingen am 24. Januar 1924 an die Rhein-Nahe Kraftversorgungs-AG über. Zwei Jahre später kam sie am 11. März 1926 zur Städtischen Betriebs- und Verkehrsgesellschaft Bad Kreuznach GmbH (StBVG), wo sie bis zur Einstellung des Straßenbahnbetriebs im Jahr 1953 verblieb.
Im Jahr 1928 wurden erstmals Omnibusse durch diese StBVG eingesetzt. Diese fuhren nach Winzenheim, Volxheim, Neu-Bamberg, Mandel, Argenschwang und Sommerloch. Ab 1952 wurden die Busse auch auf den Straßenbahnlinien eingesetzt und übernahmen den Verkehr auf diesen nach der Einstellung der Straßenbahn komplett. Weitere Linien ins Umland folgten nach Stromberg (1950) und Gaugrehweiler (1954). Die Linie nach Stromberg wurde 1958 an die Deutsche Bundesbahn abgeben, welche diese Linie nun mit ihrem Bahnbus bediente. Die StBVG erhielt im Ausgleich die Linien von Bad Kreuznach nach Rüdesheim und Roxheim sowie nach Bretzenheim.
Der Schaffnerbetrieb wurde 1966 abgeschafft. 1969 wurde der zentrale Busbahnhof vom Kornmarkt zum Bahnhofsvorplatz verlagert. Im gleichen Jahr fuhren die ersten Busse der StBVG in die nunmehr eingemeindeten Orte Ippesheim und Planig. Ebenso wurden die Orte Bosenheim und Winzenheim nach Bad Kreuznach eingemeindet. Die Strecke nach Bretzenheim wird 1974 an die Deutsche Bundesbahn abgegeben.
Der ehemalige Betriebshof der Straßenbahn wurde im Jahr 1977 abgerissen. Auf diesem Gelände entstand nun die neue Wasch- und Pflegehalle für die Fahrzeuge der StBVG. Im Jahr 1981 wurde der neue Betriebshof fertiggestellt. Ebenfalls im Jahr 1981 wurden die ersten Gelenkbusse in Betrieb genommen. Im Jahr 1990 wurden erstmals Niederflurbusse mit Rampen beschafft, welche Gehbehinderten, Rollstuhlfahrern und Fahrgästen mit Kinderwagen einen besseren Komfort beim Einstieg bieten. Seit 1997 werden auch die Haltestellen dem neuen Standard angepasst, so dass ein nahezu stufenloser Einstieg ermöglicht wird.
Die Farbgebung der Busse wechselte im Jahr 1990 vom bisherigen Beige auf die Kreuznacher Stadtfarben blau und weiß. Im Jahr 2006 wurde das Farbkonzept der Rhenus Keolis mit der Grundfarbe weiß und den Zierfarben Melonengelb und Verkehrsblau übernommen.
Im Fahrplanjahr 1994/95 verkehrte eine City-Buslinie, welche die Innenstadt umrundete. Allerdings waren aufgrund der geringen Entfernungen in der Innenstadt die Fahrgastzahlen zu gering, so dass diese Linie nach nur einem Jahr wieder eingestellt wurde. Ebenfalls im Jahr 1994 wurde ein Park-and-ride-Verkehr eingeführt. Vom Parkplatz an der Pfingstwiese aus verkehrten Busse zum Bahnhof. Allerdings musste für diese Linie ab 1995 ein Fahrpreis entrichtet werden, da die Stadt Bad Kreuznach aufgrund der angespannten finanziellen Lage keine Zuschüsse mehr zahlte. In dessen Folge gingen die Fahrgastzahlen drastisch zurück und der Pendelverkehr wurde im Jahr 1997 aufgegeben.
Die Verbindungen nach Gaugrehweiler, Rüdesheim, Hargesheim, Roxheim, Wöllstein, Siefersheim und Stein-Bockenheim werden zwischen 1994 und 1997 von der Omnibusverkehr Rhein-Nahe (ehemals Bahnbus) und der Firma Sticht übernommen.
Seit 1996 gibt es in Bad Kreuznach ein Anruf-Sammel-Taxi (AST). Die Buslinien verkehren abends nur bis 20 Uhr, danach können die Fahrgäste mit dem AST bequem nach Hause gelangen. Der Rhein-Nahe-Nahverkehrsverbund startete im Jahr 1999, die VGK gehört diesem von Beginn an an.
Infolge der im Jahr 2000 erfolgten Privatisierung wurde im Juli 2000 das private Unternehmen Sticht aufgekauft. Damit fährt die VGK wieder nach Wöllstein und aufgrund einer neuen Regionalschule gibt es seitdem auch Linien nach Neu-Bamberg, Fürfeld und Frei-Laubersheim. Später kommt die Linie Bad Münster – Hochstätten hinzu.
Unter der Regie der neuen Betreiber wurde das Streckennetz im Dezember 2002 neu strukturiert und, so weit möglich, ein attraktiver und schneller 15-Minuten-Takt eingeführt.
In den Jahren 2016 und 2017 wurde das Liniennetz nochmals überplant. Die Linie 204 verkehrt von Winzenheim neuerdings über das ehemalige Konversionsgelände General Rose zur Hohen Bell, an die Linie 205 wurden das Justiz- und das Markuszentrum angebunden und die Linie 206 fährt zusätzlich das Gewerbegebiet Am Grenzgraben/Seeberflur an. Weitere Veränderungen im Liniennetz stehen durch die neu entstandenen Wohngebiete „An den Weingärten“ und „Hospital/Rheingrafenblick“ an.
Die Stadtbus Bad Kreuznach GmbH beendete die Zusammenarbeit mit der Transdev Verkehr GmbH am 16. Oktober 2022, da ein neuer Vertrieb des Liniennetzes gefunden und nach einer langen Ära übergeben wurde.
Als Nachfolger fungiert seit Oktober 2022 die KRN Kommunalverkehr Rhein-Nahe GmbH.

## Liniennetz

### Stadtverkehr
- 201 Ebernburg – Bad Münster – Salinental – Bahnhof
- 202 Bahnhof – Wielandstraße  – Dürerstraße – Bahnhof
- 203 Agnesienberg – Bahnhof – Kuhberg (– Ausflugsgebiet Spreitel)
- 204 Winzenheim – Bahnhof – Hohe Bell
- 205 Bahnhof – Korellengarten – Bahnhof
- 206 Bahnhof – Bosenheim – Planig – Ippesheim – Gensingen
- 216 Bahnhof – Seitz-Werke – Planig

### Schulbusverkehr
- 217 Schul-Linie
- 218 Schul-Linie
- 219 Schul-Linie